# Escut antic d'Enviny

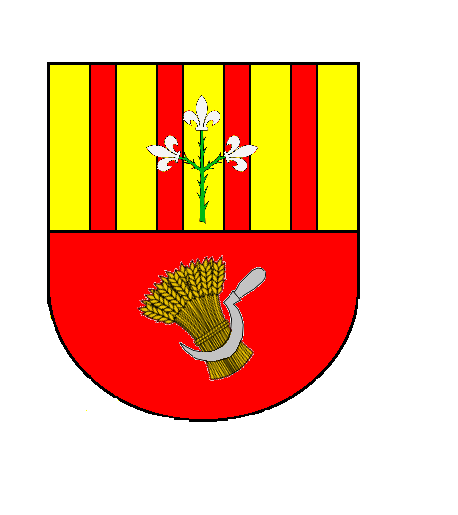
Escut antic d'Enviny

L'escut antic d'Enviny fou l'escut municipal del municipi extingit d'Enviny, a la comarca del Pallars Sobirà.
Perdé vigència el 1970, en ser agrupats els antics termes d'Altron, Enviny, Llessui i Sort en el municipi de Sort, del mateix nom que l'antic, però considerablement més ampli. Fou substituït per l'escut antic de Sort en un primer moment, i més tard, el 2006, per l'actual.

## Descripció heràldica
Escut tallat. Té el següent blasonament: Primer, d'or, quatre pals de gules carregats de tres flors de lliri de colors naturals. Segon, de gules amb una falç d'or que abraça una garba d'espigues de blat d'or.